# Bendorf (França)
Bendorf é uma comuna francesa na região administrativa de Grande Leste, no departamento Alto Reno. Estende-se por uma área de 7,48 km². Em 2010 a comuna tinha 229 habitantes (densidade: 30,6 hab./km²).